# نادي خليج سرت
نادي خليج سرت هو أحد أندية الدرجة الأولى لكرة القدم في ليبيا منذ أربعة مواسم نال خلالها بطولتين
في كأس الفاتح لموسم 2007/2008 وبطل كأس الاتحاد الليبي في نفس الموسم.